# Euphorbia antso
Euphorbia antso är en törelväxtart som beskrevs av Marcel Denis. Euphorbia antso ingår i släktet törlar, och familjen törelväxter. IUCN kategoriserar arten globalt som livskraftig. Inga underarter finns listade i Catalogue of Life.

## Bildgalleri

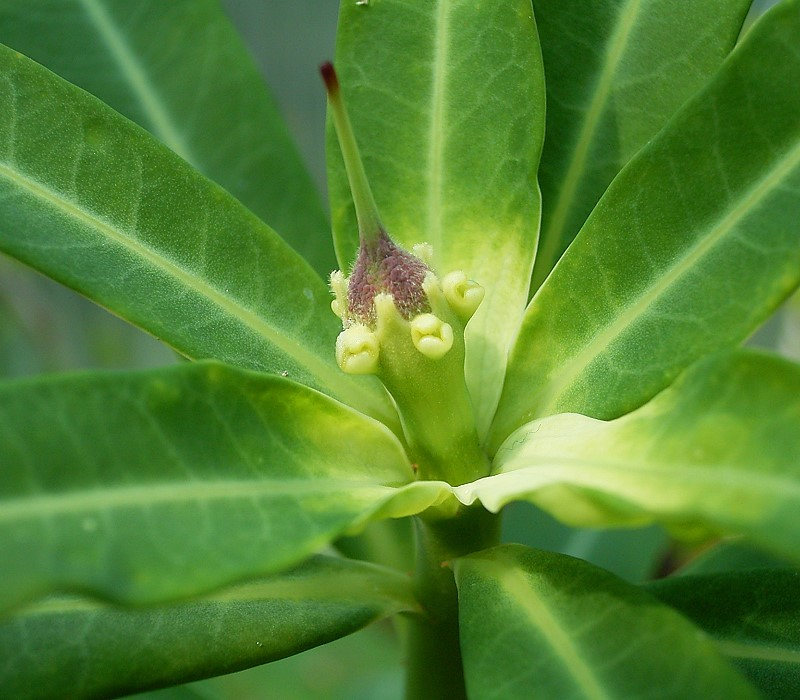
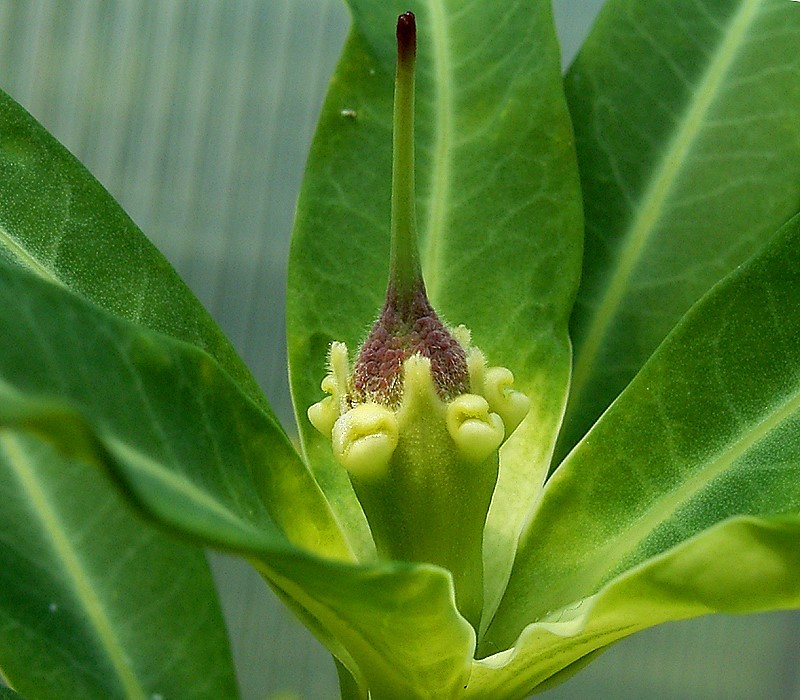